# Tokigawa, Saitama
Tokigawa (ときがわ町 Tokigawa-machi) là thị trấn thuộc huyện Hiki, tỉnh Saitama, Nhật Bản. Tính đến ngày 1 tháng 10 năm 2020, dân số ước tính thị trấn là 10.540 người và mật độ dân số là 190 người/km2. Tổng diện tích thị trấn là 55,90 km2.